# 涅姆紐加河
65°28′05″N 43°41′40″E / 65.46806°N 43.69444°E

涅姆紐加河是俄羅斯的河流，由阿爾漢格爾斯克州負責管轄，屬於庫洛伊河的右支流，河道全長201公里，流域面積約3,630平方公里，河水主要來自雨水和融雪，每年十一月至翌年四月結冰。